# Parafia św. Jana Chrzciciela w Wielkich Walichnowach
Parafia św. Jana Chrzciciela w Wielkich Walichnowach – rzymskokatolicka parafia należąca do diecezji pelplińskiej.
Na obszarze parafii leżą miejscowości: Gronowo, Kuchnia, Małe Walichnowy. Tereny te znajdują się w gminie Gniew, w powiecie tczewskim, w województwie pomorskim.

## Proboszczowie
- ks. Bolesław Przybyszewski, 1927–1951
- ks. Franciszek Kaszubowski, 1953–1960
- ks. Henryk Gniwek, 1960–1989
- ks. Henryk Karolewski, od 1989